# سایئو

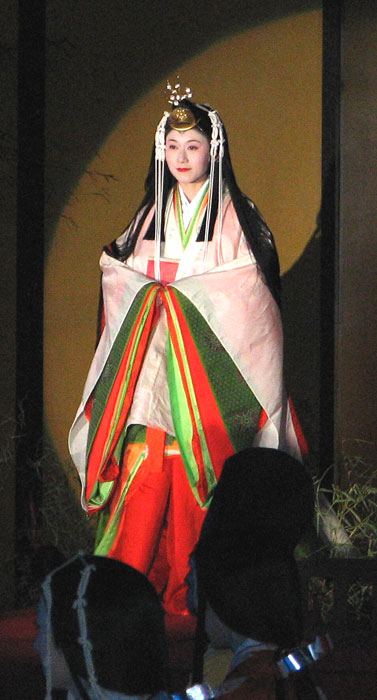
سایئو در جیهونی‌تو، ۲۰۰۷ جشن سایئو

سایئو (انگلیسی: Saiō)، عنوان اعضای زن مجرد دودمان یاماتو بود که از اواخر قرن هفتم تا قرن چهاردهم برای خدمت در معبد ایسه فرستاده می‌شدند. محل سکونت سایئو، سایکو (محوطه تاریخی) (斎宮)، حدود ۱۰ کیلومتر (۶٫۲ مایل) شمال غربی معبد ایسه بود. بقایای سایکو در شهر میوا، میئه، استان میه، ژاپن ژاپن واقع شده است.